# Cambio climático en Bolivia
El cambio climático en Bolivia representa retos significativos para el país, e impacta su medio ambiente, su economía y su sociedad. Entre los principales problemas se encuentran el aumento de las temperaturas, la disminución de los glaciares andinos y las alteraciones en los patrones de precipitación. Estos cambios tienen efectos adversos sobre los ecosistemas, los recursos hídricos y sectores clave como la agricultura. Además, se han implementado esfuerzos de mitigación y adaptación para enfrentar estas problemáticas, aunque persisten desafíos importantes relacionados con la desigualdad social y los recursos limitados.

## Emisiones de gases de efecto invernadero
Bolivia contribuye con una porción relativamente baja a las emisiones globales de gases de efecto invernadero. Sin embargo, el uso de combustibles fósiles, la deforestación y los cambios en el uso del suelo son fuentes relevantes a nivel nacional. Las políticas actuales buscan equilibrar el desarrollo económico con la sostenibilidad ambiental.

### Consumo de energía
El sector energético boliviano se basa principalmente en fuentes no renovables, como el gas natural. No obstante, se están promoviendo proyectos de energía renovable, incluyendo la energía solar e hidroeléctrica, a fin de diversificar la matriz energética y reducir emisiones.

## Impactos en el medio ambiente

### Cambios de temperatura y clima

Mapa sobre la temperatura en Bolivia de 1901 a 1930

Mapa sobre los cambios climáticos en Bolivia

Los estudios muestran un aumento gradual en las temperaturas promedio en Bolivia, junto con una mayor frecuencia de eventos climáticos extremos, como olas de calor y sequías. Estos fenómenos afectan especialmente a las zonas rurales, donde las comunidades dependen directamente de los recursos naturales para su subsistencia.

### Recursos hídricos

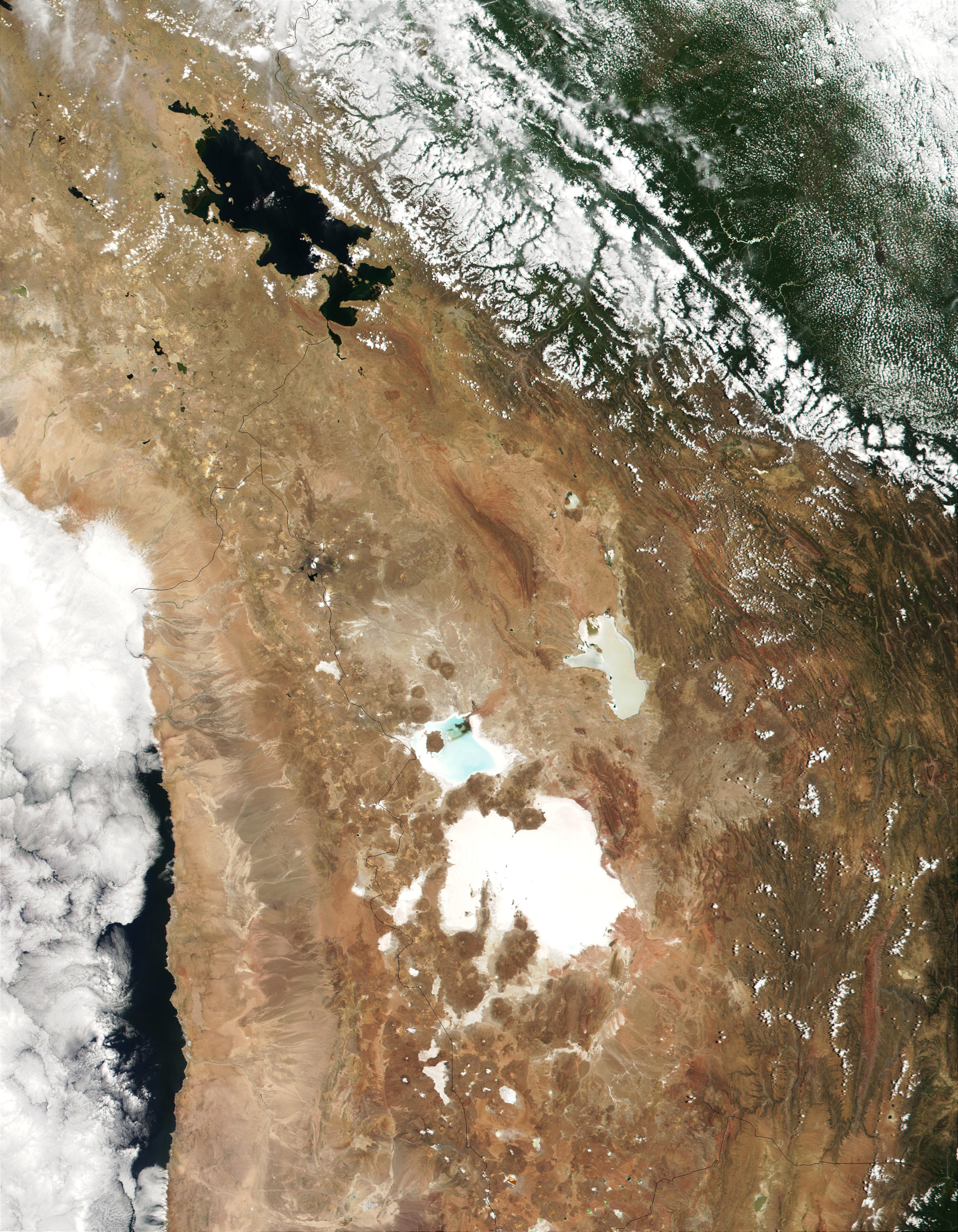
Imagen satelital del sistema endorreico Titicaca-Desaguadero-Poopó-Salar de Coipasa. Al sur se aprecia el salar de Uyuni, con una cuenca endorreica independiente.

El cambio climático está afectando gravemente los recursos hídricos de Bolivia, especialmente en el sistema hidrológico Titicaca-Desaguadero-Poopó-Salar de Coipasa (TDPS). Este sistema ha experimentado una reducción significativa de precipitaciones, afectando tanto los ecosistemas como a las comunidades que dependen de ellos. En el Foro Internacional Titicaca 2021 se resaltó la notoria disminución de las precipitaciones que alimentan este ecosistema y destacaron el impacto en la biodiversidad local.
El retroceso acelerado de los glaciares andinos, como los del Illimani, constituye otra de las principales amenazas. Estos glaciares, que abastecen de agua potable a ciudades como La Paz y El Alto, han disminuido significativamente, afectando la disponibilidad del recurso y provocando racionamientos en zonas urbanas. Por otro lado, se advierte que por causa del calentamiento global, Bolivia podría perder hasta el 95 % de su permafrost y la mayoría de sus glaciares para 2050, lo que agravaría aún más la escasez hídrica.

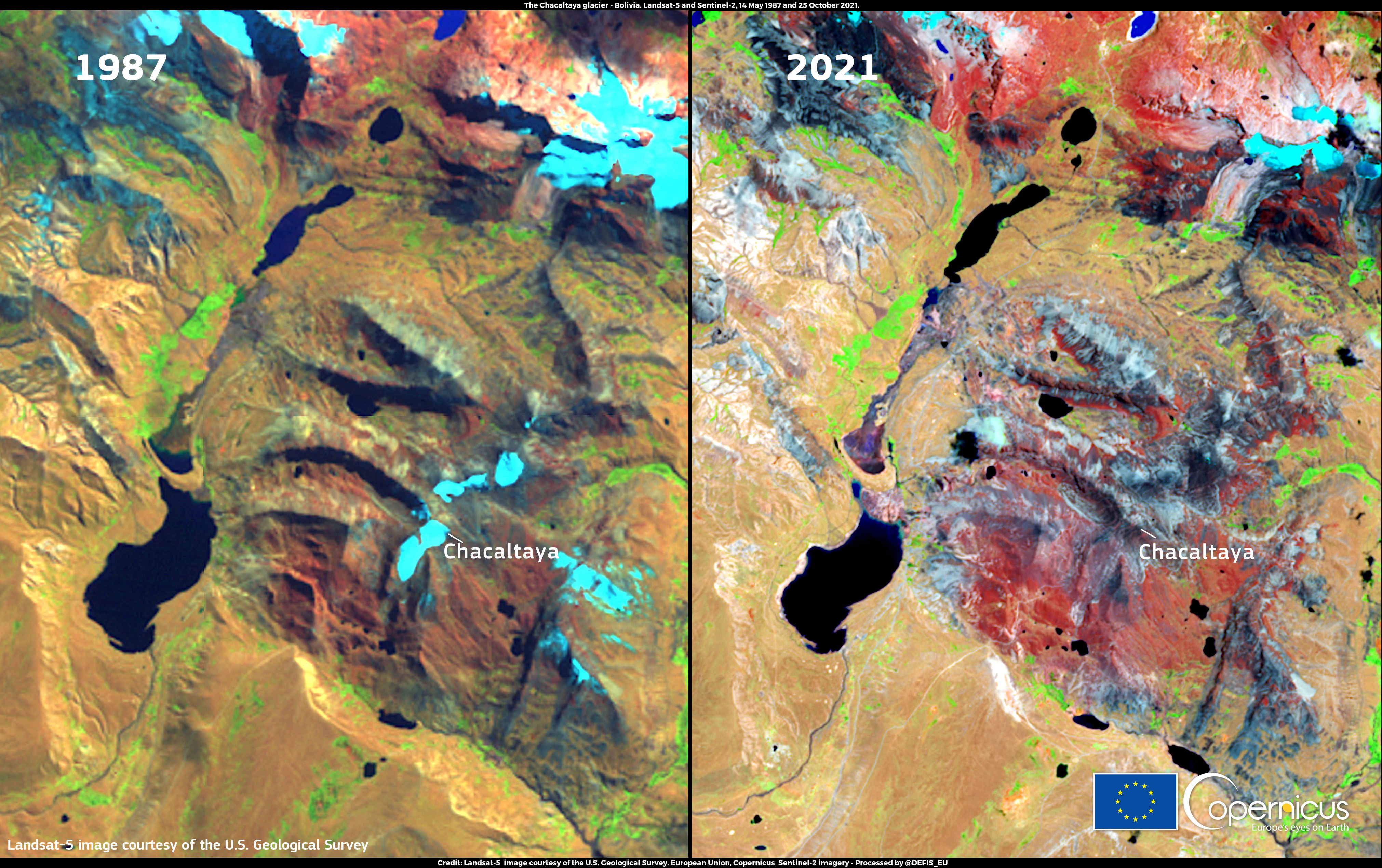
Imágenes satelitales que muestran la desaparición del Glaciar Chacaltaya

Estos cambios también han impactado la agricultura en las regiones andinas, donde la distancia creciente entre las fuentes de agua y los cultivos ha reducido la producción agrícola, disminuyendo los ingresos de las comunidades y generando migraciones hacia las ciudades.

### Ecosistemas

#### Bosques

Porcentaje de deforestación y degradación de la selva amazónica por países, con Bolivia en el segundo lugar en 2022.

La deforestación y la degradación de los bosques en Bolivia, exacerbadas por el cambio climático, afectan la biodiversidad y contribuyen a las emisiones de gases de efecto invernadero.

#### Montañas
Los cambios en los patrones climáticos también afectan los ecosistemas de alta montaña, alterando la flora y fauna locales.

## Impactos en las personas

### Impactos económicos

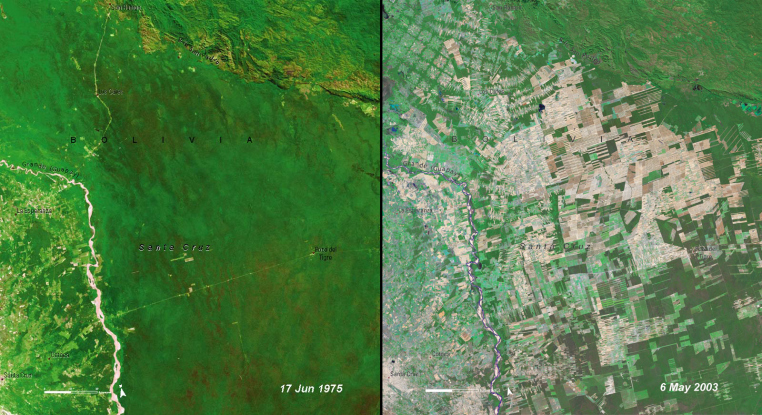
Evolución de la deforestación en Bolivia entre 1975 y 2003

El cambio climático tiene consecuencias negativas para la agricultura, un sector clave de la economía boliviana. Las alteraciones en los patrones de lluvia y las temperaturas afectan los cultivos, lo que pone en riesgo la seguridad alimentaria.

### Impactos en la salud
El incremento en las temperaturas y los cambios en los patrones climáticos contribuyen a la propagación de enfermedades transmitidas por vectores, como el dengue y la malaria, especialmente en las regiones bajas del país.

## Mitigación
Bolivia ha adoptado diversas estrategias para mitigar los efectos del cambio climático, incluyendo la promoción de prácticas sostenibles en la agricultura y la implementación de proyectos de energía renovable. Además, se han desarrollado programas educativos y de sensibilización para fomentar una mayor participación ciudadana en las acciones climáticas.
Una de las estrategias para mitigar el impacto de los incendios forestales esta dirigida a controlar el "chaqueo", una de las prácticas mas antiguas usada por los pueblos de nuestro continente para la habilitación de tierras para la agricultura de subsistencia que  facilitar el establecimiento de áreas de cultivo. 

## Adaptación
Las iniciativas de adaptación en Bolivia incluyen proyectos para mejorar la gestión de los recursos hídricos, fortalecer la infraestructura y diversificar los medios de vida en las comunidades más vulnerables. El Proyecto Regional Andino de Adaptación (PRAA) ha sido uno de los esfuerzos destacados en este ámbito.

## Sociedad y cultura

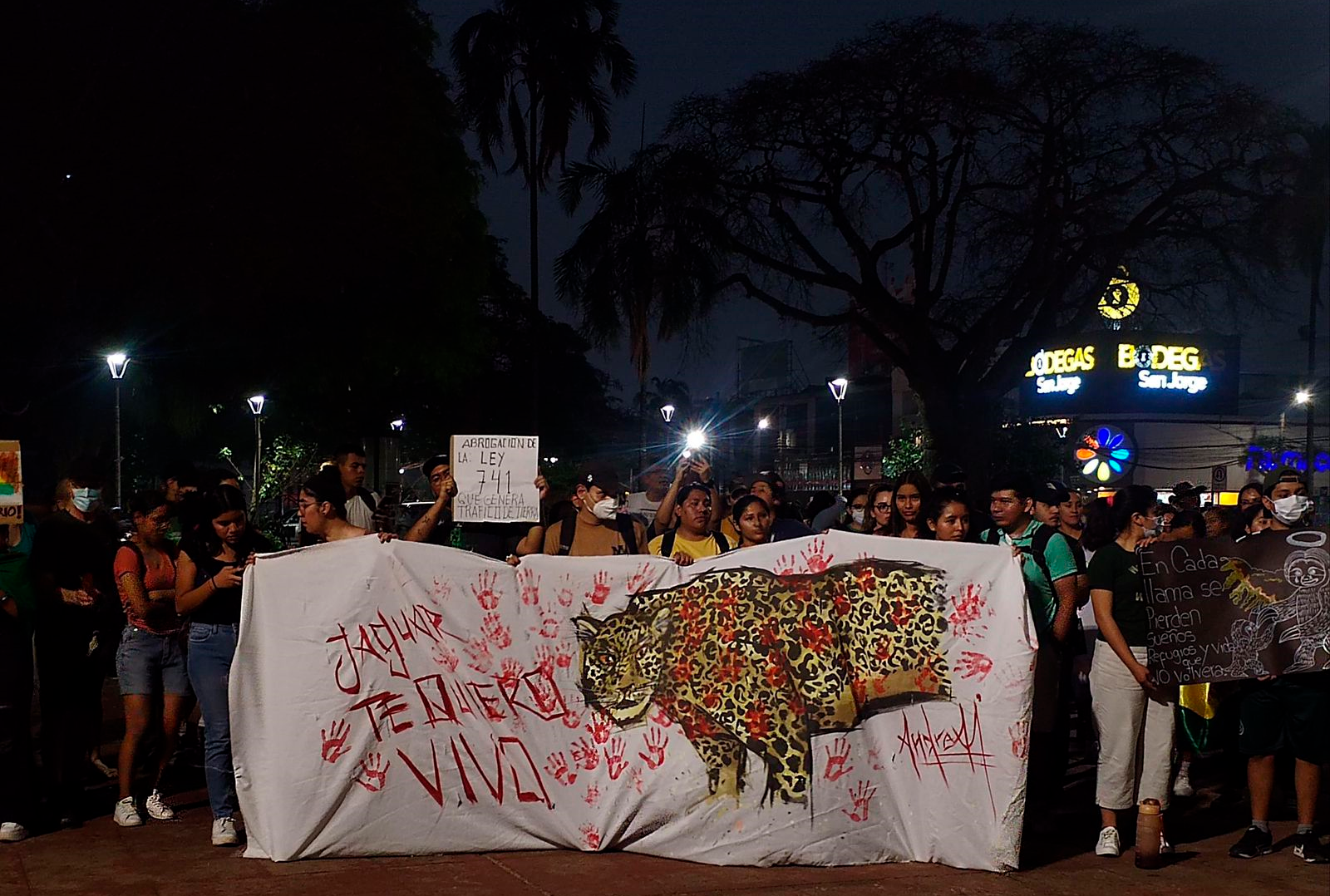
Protesta de un grupo de jóvenes en defensa de los animales afectados por los incendios forestales en la ciudad de Santa Cruz.

El activismo en torno al cambio climático ha ganado relevancia en Bolivia, con la participación activa de organizaciones no gubernamentales y movimientos sociales. Estas iniciativas buscan presionar a las autoridades para implementar políticas más ambiciosas y garantizar la justicia climática.